# Stonington (Connecticut)
Stonington è un comune di 18.371 abitanti degli Stati Uniti d'America, situato nella contea di New London nello Stato del Connecticut.